# Asphalt Overdrive
Asphalt Overdrive es un videojuego de carreras de 2014 publicado por Gameloft y desarrollado por su estudio en Madrid. Es un spinoff de la serie Asphalt y el undécimo título en general. Después de un escaparate en junio de 2014 en la E3, se lanzó el 24 de septiembre de 2014 para iOS, Android y Windows Phone, Windows 8.1. El juego está oficialmente retirado y ya no es compatible.
Overdrive marca una desviación de los juegos anteriores de la serie, ya que es un juego de plataformas sin fin en los carriles en la línea de Temple Run y Subway Surfers, y toma colocar en un estilo de los años ochenta interpretación del Sur de California.

## Jugabilidad
Como se dijo anteriormente, "Asphalt Overdrive" se presenta como un corredor sin fin, y no ofrece un modo de carrera tradicional. Al igual que en juegos anteriores, los autos aceleran automáticamente, pero están limitados a un camino fijo e interminable con tres carriles. Realizar acrobacias y embestir vehículos civiles acumula el medidor de nitroso, que el jugador puede usar para evadir vehículos policiales.

## Autos
El juego tiene 30 autos para competir en el juego, divididos en 5 territorios. Cuando el jugador vence a los jefes y desbloquea los territorios, se desbloquea un nuevo territorio de automóviles. Al comienzo del juego, los jugadores tienen la opción de comprar un Ford Mustang GT Fastback, Fiat Abarth Rally o Ram 1500 como Un coche de arranque. A medida que el jugador progresa, desbloquea autos nuevos, incluso en Territorio 1, el GMC K-2500 y Ferrari 308 GTS, en Territorio 2, el Ford Explorer y DMC DeLorean, en Territorio 3, el GMC Vandura y Hummer H4, en Territorio 4, el Ferrari Testarossa y Ruf RT 12 S, y en Territorio 5, Lamborghini Countach y Ruf CTR3.
El coche más rápido disponible para el jugador es el Bugatti Veyron (Territorio 5).

## Localización
El juego se desarrolla en un estilo de los 80 del Sur de California. Se puede competir en el lugar tanto de día como de noche. El día comienza al comienzo del juego, pero la noche comienza cuando el jugador llega a Territorio 3.

## Control
Los autos de juego se aceleran automáticamente, como los juegos anteriores y principales de Asphalt. Sin embargo, a diferencia de otros juegos, este juego se juega verticalmente (en lugar del control horizontal que lo hicieron muchos juegos de Asphalt en el pasado) fijo en un camino sin fin con tres carriles. El jugador debe deslizar el auto, ya sea a la derecha o a la izquierda, para que pueda cambiar de carril.
Cuando el jugador llega a la rampa, puede realizar dos acciones: deslizar hacia arriba para volar más alto (vuelo de pájaro) o deslizar hacia la izquierda o hacia la derecha para girar carriles mientras salta (twister).
Cuando se encuentra en una rampa curva, el jugador debe hacer una tirada de barril, y no hay más opciones, sin importar dónde pase el dedo.
Cuando el jugador llega a Territorio 2 (Episodio 2), hay un salto doble empinado. Si se deslizan hacia arriba, o en cualquier otra dirección que no sea hacia abajo, el vehículo solo realiza un back flip (360).
Sin embargo, el jugador puede girar el carril mientras realiza un truco de salto deslizando un dedo durante un salto. Con esto, el jugador puede girar el carril incluso en el aire.
También hay algunos controles más. Cuando se encuentre en un túnel, puede hacer un giro de bucle que puede hacer el conductor deslizando un dedo hacia la parte más a la derecha del túnel. Esto solo se puede hacer en una dirección.
Hay una molienda, que comienza a aparecer al comienzo del Episodio 3. Esto requiere que el automóvil esté equilibrado durante una molienda, o el automóvil puede estrellarse.
Al comienzo del Episodio 4, comienzas a aprender un truco llamado dos ruedas. El jugador puede estar seguro cuando se inclina hacia la izquierda; si es correcto, es peligroso. Este truco solo se puede reconocer cuando realizas el truco hasta el final y equilibras tu auto.
Hay un truco llamado drifting que aparece al final del Episodio 1. Sin embargo, esto no es tan especial porque el jugador solo controla el automóvil como si el jugador estuviera conduciendo normalmente. Sin embargo, el automóvil cambiará de carril más lentamente de lo habitual cuando vaya a derrapar.

## Jefes y territorios
El juego tiene 5 jefes y 5 territorios. Cuando el jugador compite contra un jefe, el jugador tiene que vencer al jefe para desbloquear el siguiente territorio. Si el jugador lo desea, puede luchar contra el jefe por segunda vez para quitarle su auto y hacerlo jugable.

## Personajes

### Apoyo
- Ladia Takie (Control Lada): agente y acompañante del jugador, ayuda en algunas situaciones e informa sobre el ajuste de las características del automóvil. En el primer césped, si el indicador de energía está vacío por primera vez, ella ayuda a rellenarlo gratis. Ella también comenta los eventos actuales de la carrera (Citas: "¡Uy!", "¡Vamos a sacarnos de aquí!", Etc.)
- Jefe X: persona desconocida que aparece en el quinto césped. Da 30 de oro cuando Frank Millieous (ver "Antagonistas") es golpeado.

### Antagonistas
- Rickie Chung
- Debbie Lords
- Jonnie Bateman
- Kelly Rodríguez
- Frank Millieous: el jefe de la pandilla, que robó el Ferrari 308 GTS del jugador en el primer territorio.

## Tráfico
También como parte de los controles en Asphalt Overdrive, hay tráfico disperso por la carretera. Hay cinco variaciones de tráfico (seis si se considera al jefe o la policía):
1. Coches de tráfico normal (o camionetas). Los autos y las camionetas normales se pueden perder o derribar, y ayudan al jugador a obtener nitro y anotar. Los autos con capacidad de jaula antivuelco también obtienen puntaje adicional al derribar autos. Cuando se golpea, el vehículo de tráfico ralentiza el vehículo del jugador. Esto no es muy dañino y la invencibilidad no se activa al golpear estos vehículos.
2. Bus (o camiones grandes). Los vehículos grandes solo pueden perderse y no pueden desmontarse. Si intentas derribar estos vehículos, simplemente permanecen normalmente. Aunque no cambian de línea, representan una amenaza porque cuando estos autos son golpeados, estos chocan y pierden mucho tiempo. La invencibilidad se convierte en impacto con estos vehículos.
3. Camiones de carga. Los camiones de carga no pueden perderse cerca (aunque pueden serlo, si esquivas de cerca los camiones y las cargas), y como los camiones normales, tu auto se estrella al chocar con estos vehículos. La carga de estos vehículos también puede destruir su vehículo. Estos camiones aparecen en la parte final del Episodio 1 y el comienzo del Episodio 2, y representan una amenaza significativa cuando estás en un desvío. La invencibilidad se activa cuando golpeas el camión o sus cargas.
4. Coche de policía s (o taxis). Su física es como los autos y camionetas normales, y su diferencia es que cambian las líneas con frecuencia y las hacen chocar. Pueden distraerte, especialmente cuando estás en misiones de destrucción. Aparece en la mitad del episodio 2, y su primera aparición es el taxi. Estos vehículos en forma policial aparecen en la parte final del Episodio 3.
5. Vehículos policiales con barricadas. Su física es diferente de la mayoría de los vehículos. No pueden ser derribados o casi perdidos. Si usted toca estos autos, su auto puede estrellarse. Este automóvil puede representar un gran peligro al conducir, especialmente en un automóvil rápido. Aparece en la mitad del Episodio 3.
6. Actividades policiales (o jefes de vehículos). Aparecen en una escapada (coche de policía) o misiones de jefe (vehículo de jefe). Son hostiles hacia ti y en estas misiones te persiguen. Difieren en forma en diferentes áreas. En los episodios 1 y 2, son vehículos policiales normales. Sin embargo, en los Episodios 3 y 4, se convierten en Ford Mustang Boss 302s. En el Episodio 5, se convierten en Lamborghini Countach (y Ford Mustang Boss 302s en partes de las misiones), que es diferente al tuyo. Los vehículos de jefe también cambian por episodios.

## Recepción
El juego actualmente tiene una calificación de 59/100 en Metacritic.